# Orliska (Żupawa)
Orliska – przysiółek wsi Żupawa w Polsce, położony w województwie podkarpackim, w powiecie tarnobrzeskim, w gminie Grębów.
W latach 1975–1998 przysiółek administracyjnie należał do województwa tarnobrzeskiego.